# Cyrano unicolor
Cyrano unicolor – gatunek ważki z rodziny Chlorocyphidae. Endemit Filipin.